# Ruše
Ruše là một khu tự quản (tiếng Slovenia: občine, số ít – občina) trong vùng Podravska của Slovenia. Ruše có diện tích 60.8 km2, dân số là theo điều tra ngày 31 tháng 3 năm 2002 là 7351 người. Thủ phủ khu tự quản Ruše đóng tại Ruše.